# Nogometni savez Obale Bjelokosti
Nogometni savez Obale Bjelokosti ((fr.) Fédération Ivoirienne de Football) je izvršno nogometno tijelo u Obali Bjelokosti. Uz mnoge druge nogometne afilacije kontrolira i reprezentaciju. 

## Premiere Divizija
- ASEC Mimosas (Abidjan)
- Stade d'Abidjan
- Africa Sports National (Abidjan)
- Jeunesse Club d'Abidjan
- Denguelé Sports d'Odienné
- Entente Sportive de Bingerville
- Sabé Sports de Bouna
- Issia Wazi
- Sporting Club de Gagnoa
- Réveil Club de Daloa
- Societé Omnisport de l'Armée
- USC Bassam
- ASC Ouragahio

## Deuxieme Divizija
Zona 1
- Lagoke
- AS Sempa
- Hire FC
- AC Sinfra
- Nicla Guiglo

Zona 2
- EFYM
- Espoir Koumassi
- Oryx FC
- RC Koumassi
- US Koumassi
- AS Athletic

Zona
- Agneby Agboville
- SOA
- ASI Abengourou
- RC Bettie
- Rio Sports
- Sacraboutou

Zona 4
- Toumodi FC
- Man FC
- Valle AC
- US Yakro
- CO Korogho
- RFC Yakro
- CO Bouafle
- Satellite FC